# Битва під Білою Церковою (1665)
Битва під Білою Церквою 1665 року — одна з останніх битв російсько-польської війни 1654—1667 років, яка відбулася між гетьманськими військами, представленими головним чином калмицьким загоном у 7 тисяч вершників, і польською армією невідомої кількості, представленої «гусарами, рейтарами, німцями і ротами козацьких ляхів».

## Хід бою
У січні 1665 року Стефан Чарнецький стягував польські війська під Білу Церкву. Калмики — союзники гетьмана Івана Брюховецького — напали на польський табір у 20 верстах від Білої Церкви і змусили поляків відійти під прикриття білоцерківського замку.
За повідомленнями сучасників, масована списова атака калмицької кінноти розгромила польську армію, змусивши відступити елітні загони знаменитої тоді в Європі польської кавалерії (гусарів, рейтарів і «панцерних») і найману німецьку піхоту, при цьому калмики вбили й тих, хто здався в полон. Описуючи трофеї калмиків після бою, гетьман Брюховецький доповідав про обладунки і озброєння гусар та інших «служивих рухледів лядських», відзначаючи, що «… там же на бою багато гусарів рейтарів, німців і рот козацьких ляхи пропали і переможені суть, а війська вашого царської пресвітлої величності, а саме калмицькі, в конях, у платтях, у панцирах, у збруях і списах гусарських і в інших служивих рухледів військових лядських добившися, щасливо назад повернулися».
Кількість утрат польської армії в ході битви визначалося очевидцями в тисячу вершників і «піхоти багато», також 80 осіб здалися в полон, але були вбиті калмиками (традиція калмиків не брати полонених під час бою відзначалася також кримськими татарами і османами). Відзначається також, що польські війська відступили в укріплений табір, однак не змогли його утримати і «насилу вирвалися», сам табір польської армії був спалений (можливо самими поляками, що відступали).